# Heylige Frawe Latte

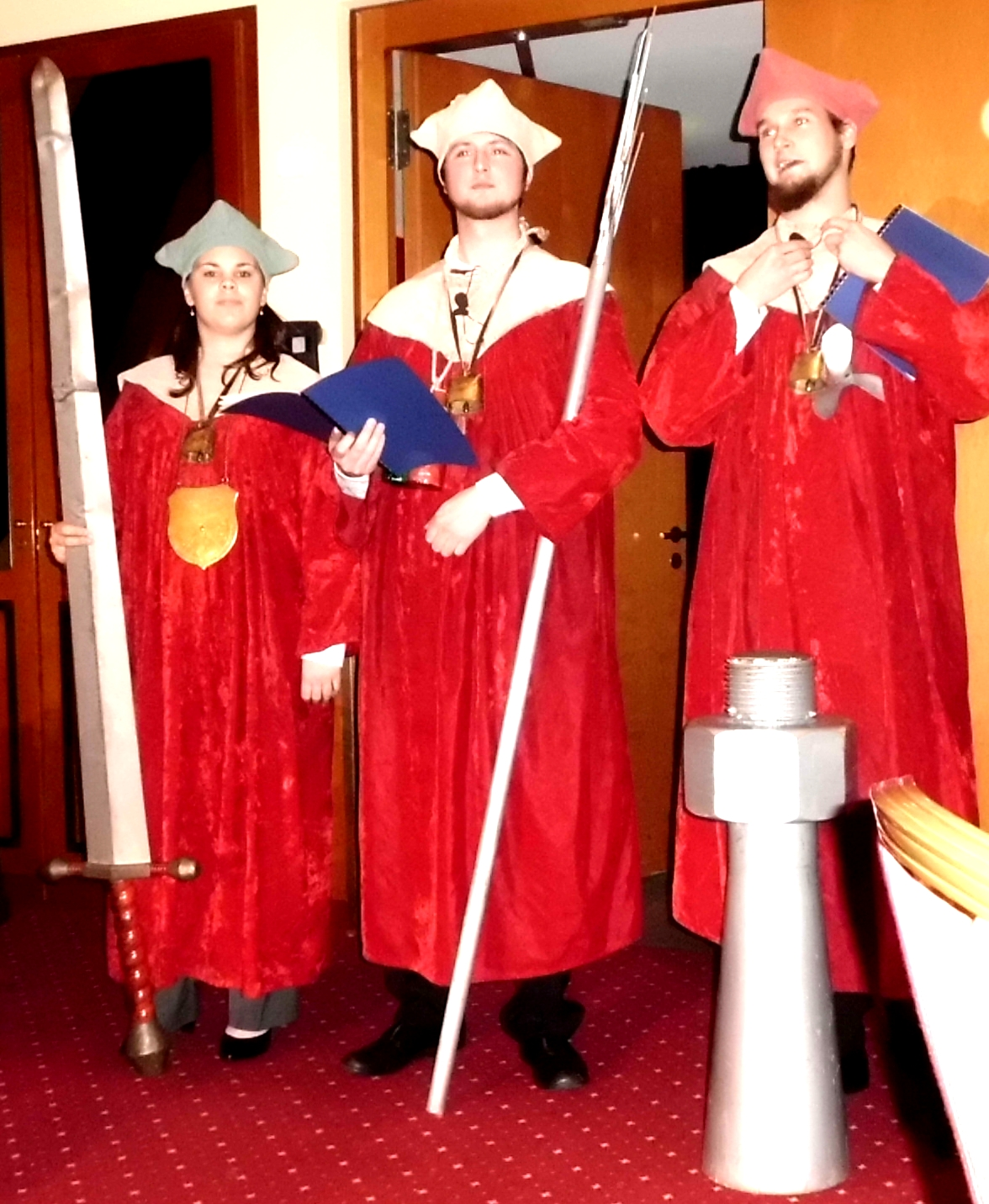
Das HOK der Heylige Frawe Latte zu Hammaburg mit Dreizack, Schwert und Panzerbolzen an der Technischen Universität in Harburg

1904 wurde mit Hilfe von Johann Schütte an der Technischen Hochschule in Danzig eine Tochtervereinigung der 1878 in Berlin entstandenen Schiffbauervereinigung Latte gegründet. Sie wurde Heylige Frawe Latte genannt und zog Ende des Zweiten Weltkriegs zur Technischen Hochschule in Hannover. 1954 wurde die Enkelin gleichen Namens an der Universität in Hamburg eingerichtet. Nach der Verlagerung der Schiffstechnik von Hannover nach Hamburg und später an die neu gegründete Technische Universität Hamburg-Harburg (TUHH) erfolgte auch der Umzug und die Vereinigung der Schiffbau- und Schiffsmaschinenbaustudenten an die TUHH. Seit 1998 ist die „Heylige Frawe Latte ad Hammaburg“ ein beim Amtsgericht Hamburg eingetragener Verein.

## Gründung der Tochter-Latte
Eine Tochter-Latte wurde 1904 von mehreren Schiffbau-Studenten an der neu eröffneten und von Kaiser Wilhelm II persönlich eingeweihten Danziger Hochschule gegründet. Es war die zweite deutsche Technische Hochschule, an der schiffbauliche Fächer gelehrt wurden. Die Studenten der Mutter- und Tochterorganisation der Latte blieben in Kontakt und führten gemeinsame Ordensfeste durch. Die Latte in Danzig umfasste auch die Studenten des Flugzeugbaus und führte u. a. auch zu einer „Luftgrafschaft“ in Braunschweig. Mit der Eroberung Danzigs endete 1945 das Vereinsleben. Der letzte Danziger Ordensmeister Hans S. Kannt verließ kurz vor dem Einmarsch der Roten Armee die Stadt.

## Umzug der Tochter-Latte an die Technische Hochschule Hannover
In Westdeutschland wurde der Wiederaufbau des Studiums des Schiffbaus und des Schiffsmaschinenbaus nach dem Zweiten Weltkrieg in Hamburg von Schnadel und in Hannover von Illies und Hansen betrieben. So wurden einige der ehemaligen Danziger Professoren an die TH Hannover berufen, die sich dafür einsetzten, das Studium der Schiffstechnik in Hannover als Nachfolge von Danzig zu ermöglichen. So erhielten 1949 Hansen und Illies in Hannover Lehraufträge. 1951 schlossen die Länder Hamburg und Niedersachsen einen Staatsvertrag über die gemeinsame Ausbildung von Schiffstechnikern in Hannover und Hamburg. Am 30. April 1951 wurde von der Heyligen Frau Latte in Berlin die die Gründung einer Tochterorganisation in Hannover bekanntgegeben. Sie wurde im Dezember getauft. Der letzte Danziger Ordensmeister Hans Kannt sorgte als Pate für ein geeignetes Taufgeschenk. Nach alter Danziger Tradition übergab er dem Täufling ein Dreizack, Schwert und Panzerbolzen für das Hohe Ordenskapitularium (HOK). Er hatte diese Insignien auf der Bremerhavener Seebeckwerft nachbauen lassen.

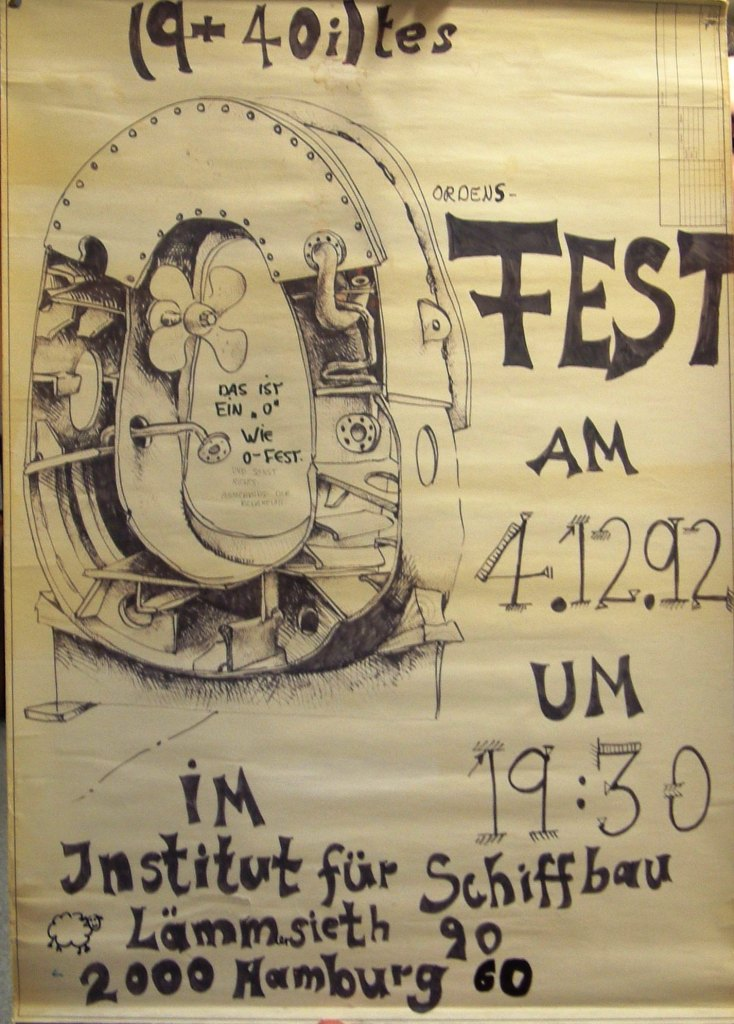
Einladung der Hamburger Latte zum Ordensfest im Jahr 1992

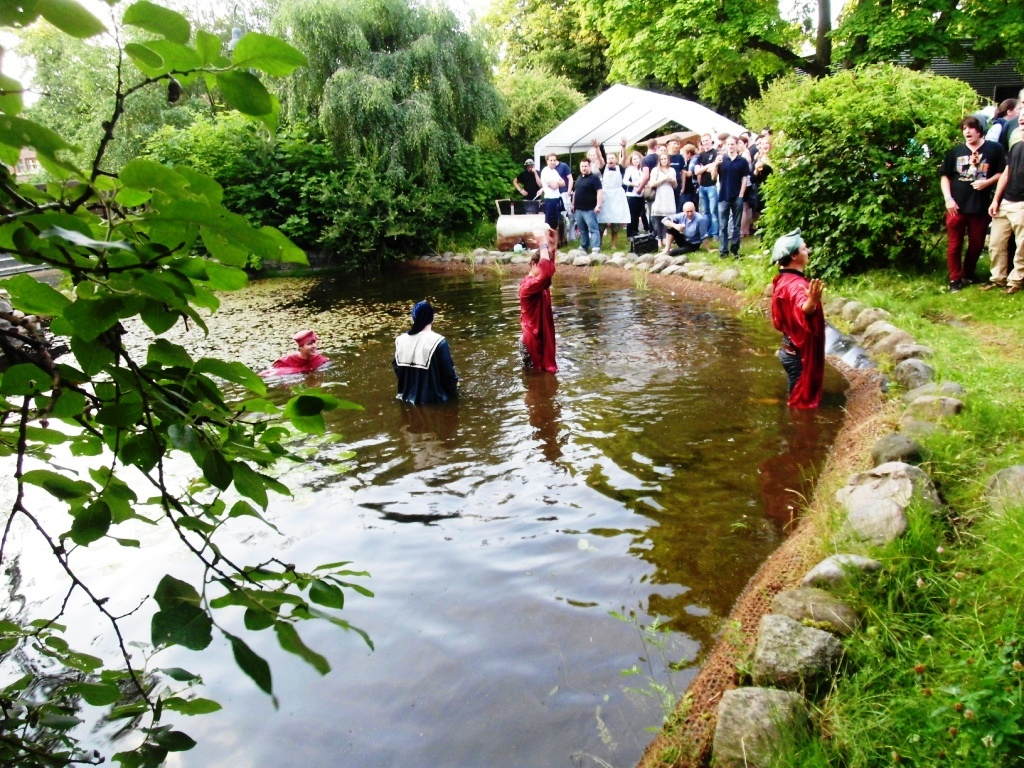
Das HOK der Heylige Frawe Latte wird nass beim Sommerfest aus Anlass der Taufe 2012 der neuen Schiffbaustudenten an der Technischen Universität in Harburg

## Heylige Frawe Latte ad Hammaburg
Die Ritterschaft in Hamburg wurde 1954 von der Hannoveraner Latte ins Leben gerufen. Nach dem Umzug der Schiffstechnik von Hannover an die Universität Hamburg erfolgte 1984 die Vereinigung an der Universität Hamburg. Ein erneuter Umzug der Hamburger Latte erfolgte 2005, als die Schiffbauausbildung von der Universität Hamburg an die Technische Universität in Hamburg-Harburg (TUHH) verlagert wurde. Die bisher als Ritterschaft Harburg geführten Studenten des Schiffmaschinenbaus vereinigten sich mit den Schiffbauern der Universität. Sie existiert seit dem unter dem Namen „Heylige Frawe Latte ad Hammaburg“ (H.F.Latte e. V.) und übt auch die Funktion der Fachschaft aus. Die Studenten der H.F. Latte leben weiterhin die alten Traditionen wie Taufe und Ordensfest gemeinsam mit ehemaligen Studenten, mit den in der Schiffstechnik lehrenden und emeritierten Professoren sowie den wissenschaftlichen Mitarbeitern. Neben ihrem Studium übernehmen einige Studenten aus der Fachschaft auch Aufgaben wie die Rolle des Ordensmeisters, des Kanzlers und des Ceremons und organisieren dabei unter anderem die Taufe, das Sommerfest und das Ordensfest.
Die H.F. Latte pflegt Kooperationen mit der Industrie, wie zwischenzeitlich beispielsweise mit dem Rüstungskonzern ThyssenKrupp Marine Systems.

## Taufe und Sommerfest
Die traditionelle Taufe der neuen Schiffbaustudenten wird an einem Freitag im Juli durchgeführt. Beim darauf folgenden Sommerfest werden die Taufurkunden dann verliehen und mit Studenten anderer Fachschaften, Ehemaligen und Mitarbeitern der Universität gefeiert. Eine Zeremonie während dieses Fests ist, dass das HOK von den frisch Getauften in den Campusteich geworfen wird.

## Jährliches Ordensfest in Harburg
Zum jährlichen Ordensfest in Harburg am 1. Freitag im Dezember treffen Abordnungen der Studenten von anderen in der Schiffstechnik aktiven Hochschulen ein und überreichen Gastgeschenke. Außerdem kommen viele der ehemaligen Hannoveraner und Hamburger Studenten des Schiff- und Schiffsmaschinenbaus, die in der Wirtschaft und Industrie arbeiten, um diese Feier gemeinsam zu begehen. Bei diesen Ordensfesten werden für gute Mitarbeit und hohes Engagement für die Latte Auszeichnungen und Orden vergeben. Seltener werden für besondere Verdienste für eine gute Lehre Ehrentitel verliehen, die mit der Übergabe einer Urkunde verbunden ist.

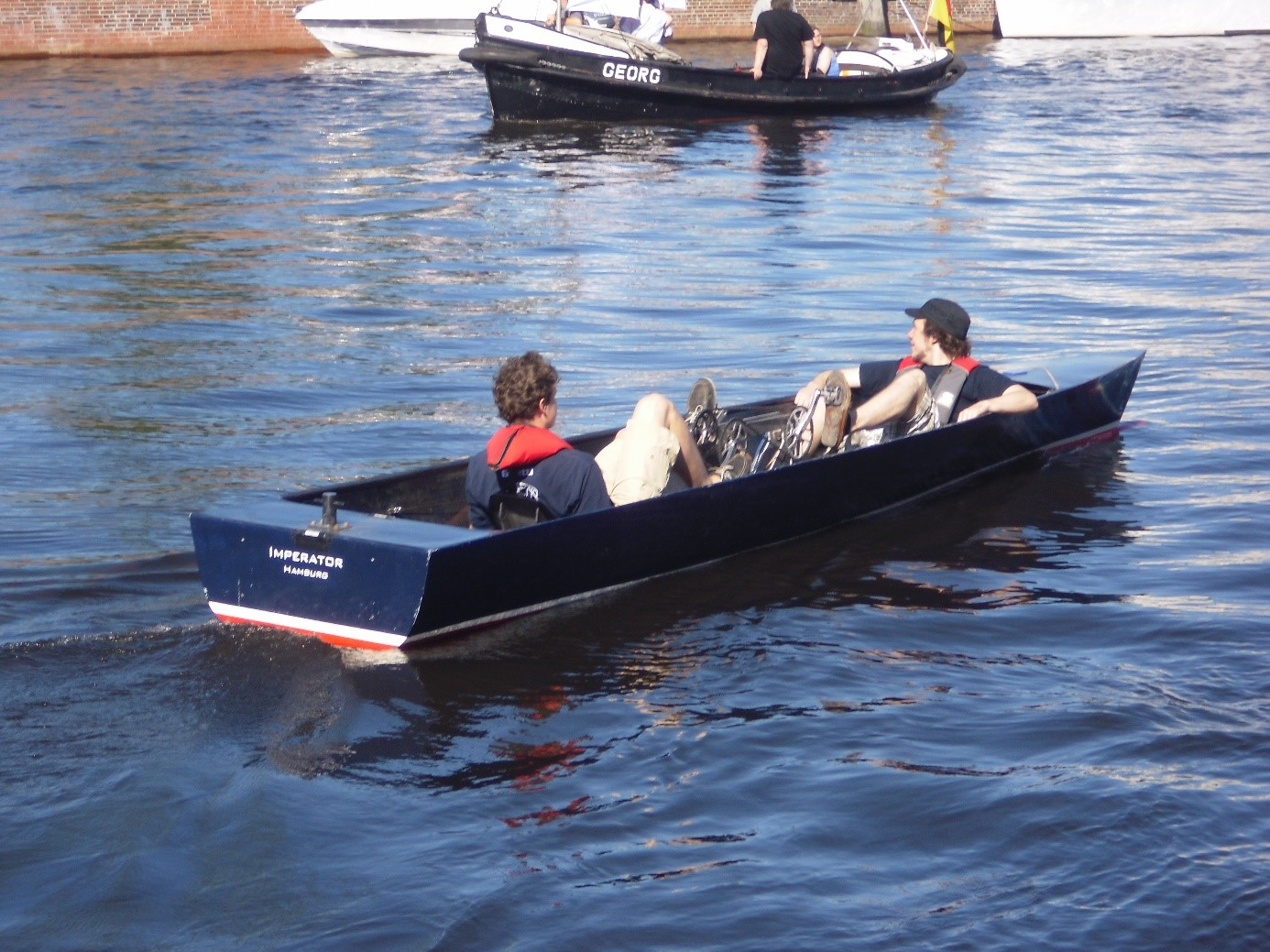
Tretboot Imperator der Hamburger Latte

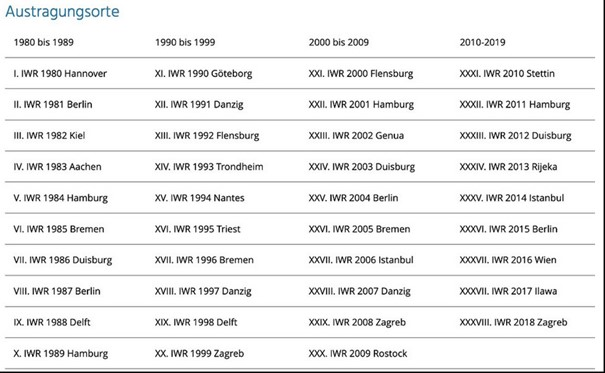
Latte, Tretbootregatta Austragungsorte

## Tretbootregatta
Sicherlich angeregt durch Erzählungen und alte Fotos von Taufen auf dem Berliner Wannsee wurde eine Idee wiedergeboren, die schon öfter in den Köpfen der Schiffbaustudenten geisterte. Endlich mal was mit den Händen machen, was schwimmt. So entstand die Idee zur Tretbootregatta, die dann 1980 zum ersten Mal national realisiert wurde. Im kleinen Kreis der Latte begannen die Schiffbaustudenten und mit guter Unterstützung der TU-Institute, die gerne ihre Werkstätten und Versuchseinrichtungen zur Verfügung stellten, entstanden gute Tretboote. Endlich konnten sie die schiffbaulichen Theorien zum Entwerfen, zum Konstruieren und Messen im Rahmen der Schleppversuche anwenden. Auch das Organisationstalent der Studenten war gefragt, denn es wurden Spenden eingeworben und ein passender Veranstaltungsort ausgesucht und vorbereitet. Natürlich mussten verschiedene Disziplinen entwickelt und ein Pokal übergeben werden.
Nach inzwischen über 40-jähriger Tradition findet seit 1980 alljährlich eine nationale Tretboot-Regatta zwischen Schiffbaustudenten statt. 1988 wurde sie in Delft ausgetragen und wurde damit zur International Waterbike Regatta (IWR). Regeln gibt es fast keine, das Wichtigste ist: Die Boote müssen selbst entworfen, gebaut und getreten werden und vor allem Spaß soll’s machen.
In unterschiedlichen Disziplinen – Sprint, Slalom, Langstrecke und Sonderdisziplinen – treten die Studenten in ihren Tretbooten gegeneinander an. Und da dem Sieger Ruhm und öffentliche Aufmerksamkeit winkt, wird jede Menge Entwicklungsarbeit geleistet und eine Menge Freizeit, Mühe und nicht zuletzt Geld in die Boote gesteckt, so dass sie heute ausgereifte High-Tech-Gefährte aus kohlenstofffaserverstärktem Kunststoff sind. An dem Entwurf und Bau der Boote sind über alle Semester Schiffbau-Studenten beteiligt, so dass jeder das gerade gelernte anwenden und weitergeben kann.